# 망원경

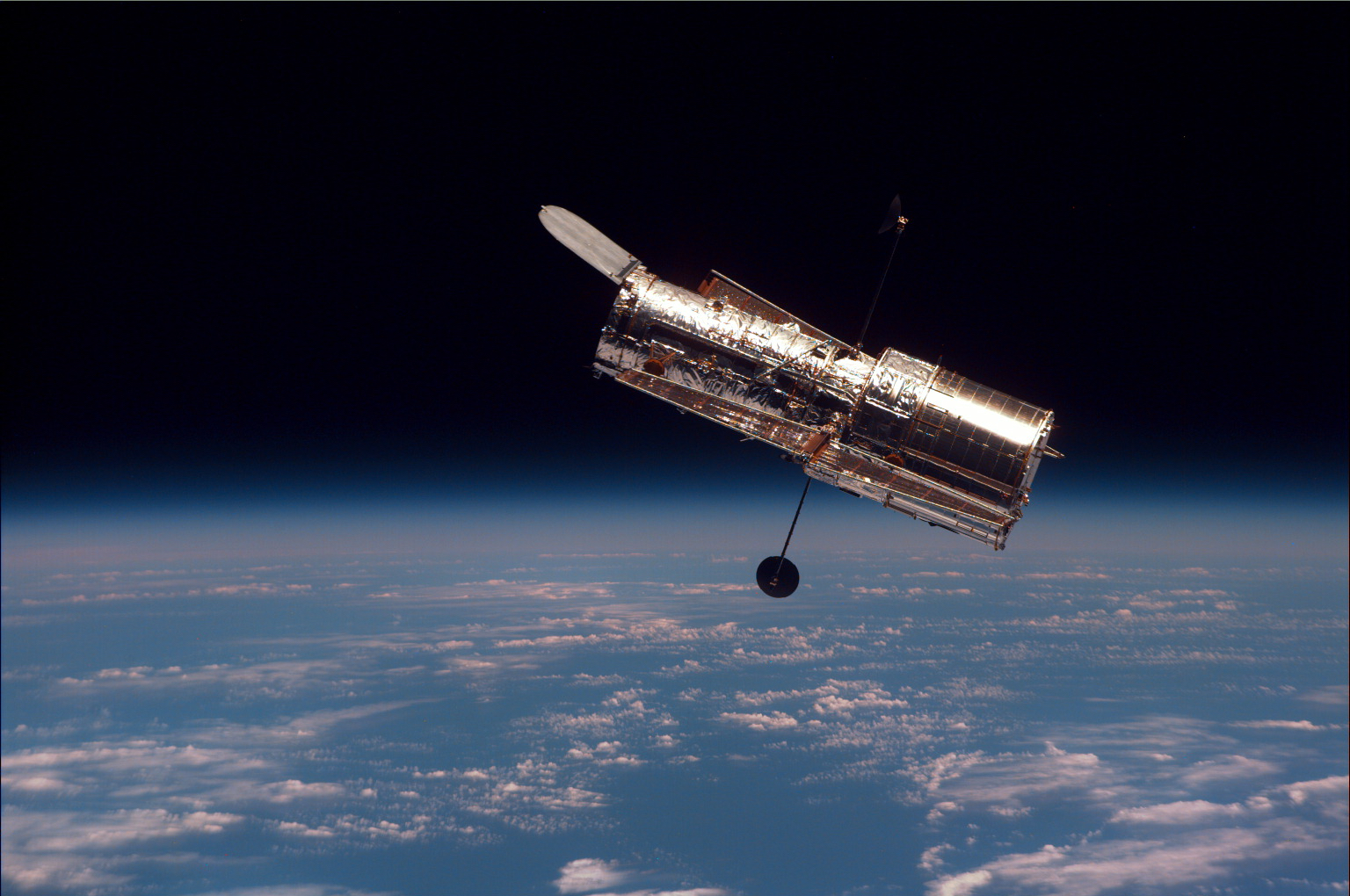
디스커버리 우주왕복선에서 바라본 허블 우주망원경

망원경(望遠鏡, 영어: telescope)은 렌즈나 거울 등의 광학기기를 이용하여 가시광선·적외선·자외선·엑스선 ·전파 등의 전자기파를 모아 멀리 있는 물체를 관측하는 장치이다. 다루는 전자기파의 파장에 따라서 광학 망원경, 전파 망원경 등으로 분류되기도 한다.
최초의 망원경은 17세기 초 네덜란드에서 발명되었으며, 곧바로 갈릴레오 갈릴레이에 의해 천문학에 응용되어 천체의 정밀 관측이라는 새로운 과학적 도약을 가능하게 하였다. 이후 렌즈 대신 거울을 이용하는 반사망원경의 개발, 색수차를 줄인 광학 기술의 발전, 거울 도금 기술의 도입 등은 망원경의 성능을 획기적으로 끌어올렸다. 20세기에 들어서는 관측 대상이 가시광선에 국한되지 않고, 기술의 발전과 함께 적외선, 전파, 자외선, X선, 감마선 등 다양한 파장의 전자기파를 수집하고 분석할 수 있는 형태로 진화하였다. 이로 인해 망원경은 더 이상 단일한 기기가 아니라, 각기 다른 파장에 맞춰 설계된 다양한 유형의 정밀 관측 장비들을 포괄하는 개념으로 발전하였다.
현대의 망원경은 지상은 물론 대기권 밖의 우주에까지 설치되며, 복수의 망원경을 배열하여 거대한 가상 개구를 형성하거나, 극저온으로 냉각된 검출기를 사용하는 등 다양한 첨단 기술이 접목되고 있다. 그 결과, 인간은 더 멀리, 더 오래된 우주의 모습을 탐사할 수 있게 되었으며, 망원경은 천문학뿐만 아니라 우주론, 행성과학, 고에너지 물리학, 기상학, 군사 및 항공 등 다양한 분야에서 핵심적인 역할을 수행하고 있다. 17세기 초에 유럽에서 처음 발명된 이래로, 망원경은 과학 혁명의 중심 도구로 자리 잡았으며, 특히 갈릴레오 갈릴레이의 천체 관측은 인류의 우주관을 획기적으로 변화시키는 데 기여하였다. 오늘날에도 지상과 우주에 설치된 다양한 종류의 망원경들이 우주의 기원과 진화를 밝히는 데 중요한 단서를 제공하고 있다.

## 역사
망원경("telescope")은 "멀리(tele)"라는 뜻의 그리스어 τῆλε와 "본다(skopein)"는 뜻의 σκοπεῖν에서 유래했으며, 1611년에 그리스 수학자인 지오반니 데미시아니(Giovanni Demisiani)가 갈릴레오 갈릴레이가 시연한 관측기기를 설명할 때 처음 사용된 것으로 알려져 있다. 최초의 망원경은 1608년에 네덜란드 미델뷔르흐의 안경 제작자인 한스 리퍼세이가 특허를 출원한 굴절 망원경이다. 실제 발명자는 확실히 알려져 있지는 않지만, 이 발명은 한스 리퍼셰이, 미델뷔르흐의 또 다른 안경 제작자 자카리아스 얀센, 그리고 알크마르의 야코브 메티우스의 세 인물에 의해 발명된 것으로 여겨진다. 이 장치에 대한 소문은 곧 유럽 전역으로 퍼져나갔다. 갈릴레오는 이 소식을 듣고 1609년 직접 망원경을 제작하여 하늘의 천체들을 관측하였다.
망원경의 집광 요소인 대물렌즈 대신 거울을 사용하는 방안이 굴절 망원경이 발명된 직후부터 연구되기 시작하였다. 포물면 거울을 사용하면 구면수차를 줄이고 색수차가 발생하지 않는 장점이 있었기 때문에, 다양한 설계안이 제안되었고 실제 제작 시도도 이어졌다. 1668년 아이작 뉴턴은 최초의 실용적인 반사 망원경을 제작하여 이 설계는 현재 그의 이름을 따라 뉴턴식 망원경이라 불린다.
1733년 이후에는 일반 렌즈의 색 수차를 줄일 수 있는 색지움 렌즈의 발명 덕에 굴절망원경의 성능이 획기적으로 개선된다. 반사망원경은 초기에는 거울의 도금물질이 쉽게 산화해버리는 문제가 있었지만, 1857년, 1932년에 각각 망원경 거울을 은이나 알루미늄으로 도금하는 기술이 발명되어 크게 개선되었다. 굴절 망원경은 현대에도 제작할 수 있는 유리 렌즈의 최대 크기는 약 1미터정도에 불과하므로, 20세기에 만들어진 거의 대부분의 대형 망원경들은 모두 반사망원경으로 만들어졌다. 현재 가장 큰 반사 망원경은 대물 거울 지름이 10미터 이상에 이르며, 30~40미터급 초대형 망원경 설계도 진행 중이다.
한편 20세기에 들어와서 비로소 가시광선 뿐 만 아니라, 다른 파장의 빛(전파부터 감마선까지)을 관측할 수 있는 일반적인 전자기파 관측기기로서의 망원경이 개발되었다. 최초의 전파망원경은 1931년에 칼 잰스키에 의해 발명되었으며, 적외선 관측기술은 1960년대에 들어 크게 발전되었다. 이 후 망원경은 파장 대역, 분해능, 집광력 등의 면에서 엄청난 기술적 발전을 거듭하였다.

## 원리
망원경의 원리는 광학 망원경과 전파 망원경의 것이 각각 다르다. 가장 일반적인 광학 망원경의 경우, 대물렌즈나 반사경을 이용하여 물체로부터 나오는 빛을 모아 상을 만들고, 이 상을 접안렌즈 혹은 또다른 반사경으로 확대해서 실제보다 크게 보이도록 한다. 카메라 등 일반적인 광학계와 마찬가지로 대물렌즈가 크면 클수록 물체로부터 나오는 빛을 많이 받게 되므로 상의 밝기가 증가한다. 밤하늘의 관측 대상들과 망원경 사이의 거리는 광학적으로 무한대에 근사할 수 있으므로 상은 항상 대물렌즈의 초점상에 맺히게 된다. 그러므로 대물렌즈에 의한 상의 크기가 크고 접안렌즈의 초점거리가 짧을수록 물체를 크게 확대시켜 볼 수 있다.
전파 망원경의 경우 일반적으로 하나의 망원경이 하나의 쌍극자 역할을 하여 센서의 기능을 한다. 여러 전파 망원경을 모아 전파 간섭계를 구성하여 광학 망원경에 비유할 때 지구보다 큰 대물렌즈를 만드는 것도 가능하다.

## 역할
렌즈나 곡면 거울과 같은 광학 도구를 이용하면, 한 점에서 출발한 빛을 다른 한 점으로 초점이 맺게 할 수 있다. 즉 피사체와 동일한 모양의 상을 다른 위치에 만들 수 있다. 이때 렌즈나 곡면 거울의 두께와 곡률 등을 조절하여 피사체보다 더 큰 상을 만들게 되면 우리는 실물보다 더 크게 물체를 볼 수 있는 것이다.
그러나 망원경의 가장 중요한 요소는 '집광능'과 '분해능'이다. 사람의 동공보다 훨씬 더 넓은 면적의 렌즈나 곡면 거울을 이용하여 빛을 모으므로, 육안으로 볼 수 있는 것보다도 더 어두운 피사체를 볼 수 있게 해준다. 이것이 집광능이다. 또한 망원경의 광학계-렌즈 또는 거울-의 지름이 클수록 분해능이 높아지므로, 피사체를 더욱 세밀하고 뚜렷하게 볼 수 있게 해준다. 이 두 요소 덕분에 망원경은 멀리 떨어져서 희미하게 보이는 천체를 우리가 관측할 수 있을 정도로 밝게 빛을 모아주는 동시에, 관측 대상의 상을 더욱 세밀하고 정확하게 맺어 주기 때문에 천문 관측에 아주 적합한 도구이다. 망원경이 처음 발명된 직후부터 갈릴레오 갈릴레이에 의해 천문 관측에 이용되었고, 현대에도 지름 수 미터 이상의 대형 망원경들이 다수 제작되어 천문 관측에 널리 이용되고 있다.
고전적인 의미의 망원경은 빛, 즉 우리가 눈으로 볼 수 있는 가시광선 영역의 전자기파만을 모으는 역할을 해 왔으나, 현대에 들어서는 가시광선 영역 이외에도 지구에서는 관측하기 어려운 자외선, X선, 감마선, 적외선, 전파 등의 전자기파를 모아 관측할 수 있는 다양한 방법들이 개발되고, 그 목적에 맞는 다양한 망원경들이 만들어졌다. 이러한 현대의 망원경들을 통해 우리 인류는 지금까지 알고 있었던 우주의 모습을 넘어서, 더욱 더 다양한 천체와 우주의 모습을 바라볼 수 있게 되었다.

## 종류
망원경의 파장, 위치, 이용 목적 등 여러 가지 기준에 따라 분류가 가능하다. 그러나 관측하는 파장에 따라 전자기파를 모으는 방식과 기술이 크게 달라지므로 망원경은 아래의 표와 같이 주로 관측하는 파장에 따라 분류한다. 망원경은 위치에 따라서 지상 망원경, 우주 망원경, 공중 망원경으로 나뉜다. 또한 누가 어떤 목적으로 사용하느냐에 따라, 천문학자들의 연구용 망원경, 그리고 아마추어 천문가의 망원경으로 나눌 수도 있다. 하나 이상의 망원경, 관측기기들로 구성된 운송수단(차량, 비행기, 기구, 위성)이나 캠퍼스를 천문대라고 한다.

## 파장에 따른 분류

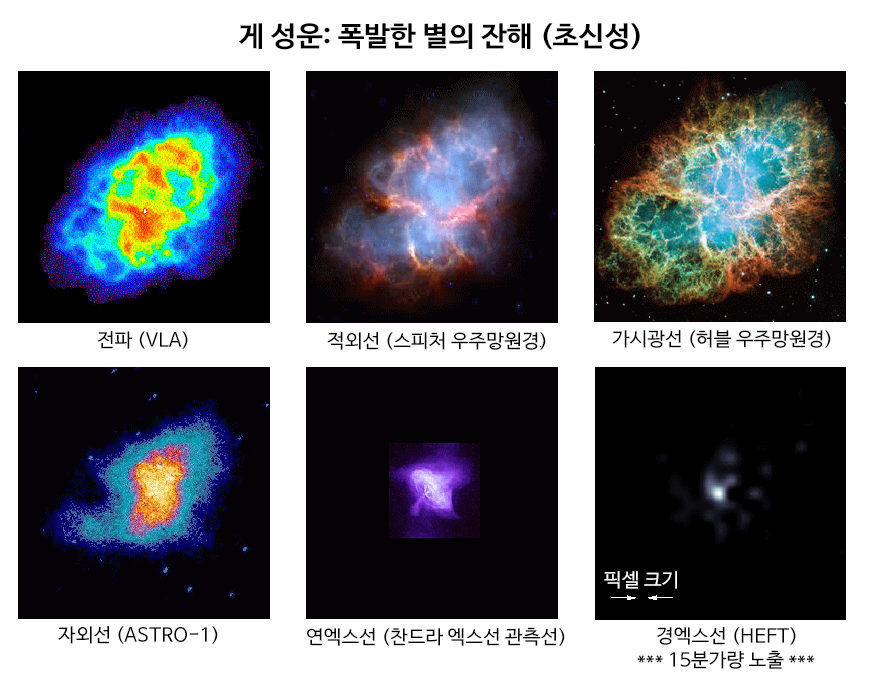
초신성 잔해인 게 성운을 여러 가지 파장에서 본 모습. 사진의 크기는 가로 세로 약 6분이다. (원본 사진(영어))

"망원경"이라는 이름은 매우 다양한 기기를 포괄한다. 대부분의 망원경이 전자기파의 복사를 탐지하지만, 서로 다른 주파수 대역의 전자기 복사를 수집하는 방식에는 중요한 차이가 있다.
파장이 길어질수록 짧은 안테나를 제작하면 되기 때문에 전자기 복사와 상호작용하기 위해 안테나 기술을 사용하는 것이 쉬워진다. 근적외선 영역까지는 가시광선과 유사한 방식으로 수집할 수 있지만, 원적외선 및 서브밀리미터 파장대에서는 망원경이 전파 망원경처럼 작동해야 할 수 있다. 예를 들어, 제임스 클러크 맥스웰 망원경은 3μm(0.003mm)에서 2000μm(2mm)까지의 파장을 관측하지만, 포물면 알루미늄 안테나를 사용한다. 반면, 3μm(0.003mm)에서 180μm(0.18mm)의 파장을 관측하는 스피처 우주 망원경은 반사 광학계, 즉 거울을 사용한다. 마찬가지로 반사 광학계를 사용하는 허블 우주 망원경의 와이드 필드 카메라 3는 자외선부터 적외선에 이르는 0.2μm(0.0002mm)에서 1.7μm(0.0017mm)까지의 주파수 범위를 관측할 수 고양이있다.
더 짧은 파장과 더 높은 주파수의 광자를 다룰 때는 전반사 광학계가 아니라 경사 입사(glancing incidence)를 사용하는 것이 일반적이다. TRACE와 SOHO 같은 망원경은 극자외선을 반사하기 위해 특수한 거울을 사용하는데, 이는 일반적인 방식으로는 얻기 어려운 고해상도와 높은 밝기의 이미지를 가능하게 한다. 대형 개구경은 단순히 더 많은 빛을 수집하는 것에 그치지 않고, 더 정밀한 각해상도를 가능하게 한다.
| 파장대역 이름        | 망원경               | 천문학 분과   | 파장            | 주파수            | 광자의 에너지       |
| -------------------- | -------------------- | ------------- | --------------- | ----------------- | ------------------- |
| 전파(Radio)          | 전파 망원경          | 전파 천문학   | > 1 mm          | 300 GHz - 3 Hz    | 1.24 meV - 12.4 feV |
| 서브밀리미터(sub-mm) | 서브밀리미터 망원경  | 전파 천문학   | 0.1 mm - 1 mm   | 3THZ-300GHz       | 1.24 meV - 12.4 meV |
| 적외선(Infrared)     | 적외선 망원경        | 적외선 천문학 | 750 nm - 1 mm   | 405 THz - 300 GHz | 1.24 meV - 1.7 eV   |
| 가시광선(Visible)    | 광학/근적외선 망원경 | 광학 천문학   | 390 nm - 750 nm | 790 THz - 405 THz | 1.7 eV - 3.3 eV     |
| 자외선(Ultraviolet)  | 자외선 망원경        | 자외선 천문학 | 10 nm - 400 nm  | 30 EHZ - 790 THz  | 3 eV - 124 eV       |
| X-선                 | X-선 망원경          | X-선 천문학   | 0.01 nm - 10 nm | 30 PHz - 30 EHZ   | 120 eV - 120 keV    |
| 감마선(Gamma-ray)    | 감마선 망원경        | 감마선 천문학 | < 0.01 nm       | > 10 EHZ          | 100 keV - 300 GeV   |

### 광학 망원경

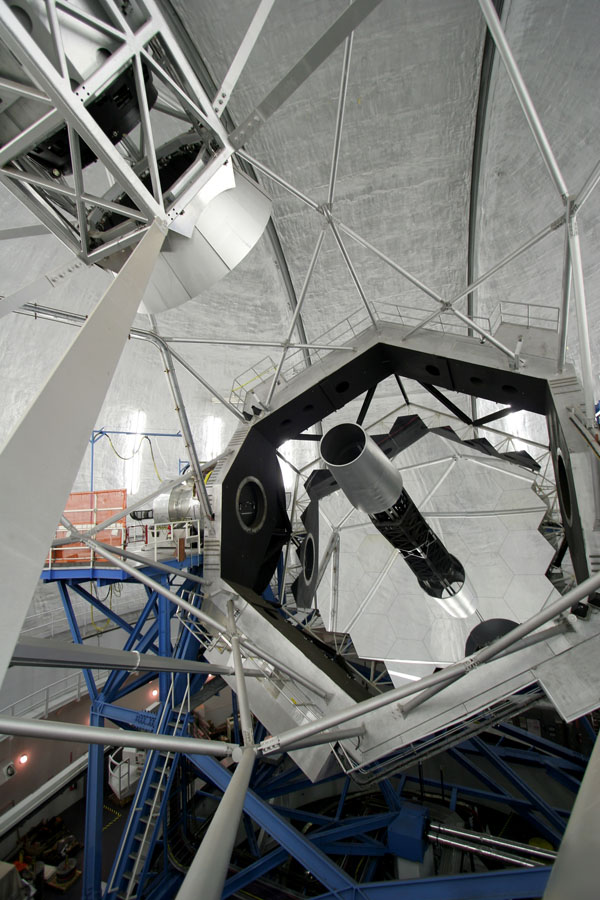
10m 켁(Keck) 반사 망원경

광학 망원경은 가시광선 대역의 빛을 초점으로 모아 확대된 상을 만드는데 사용되는 망원경을 말한다. 광학망원경은 일반적으로 근적외선까지도 쓰인다. 이 확대된 영상을 눈으로 보거나, 사진을 찍거나, 또는 컴퓨터로 신호를 보내는 방법으로 이용할 수 있다. 광학 망원경은 주로 천문학에서 많이 쓰이며, 천문학 이외의 용도로는 측량기, 조준경, 쌍안경, 카메라 렌즈 등이 있다. 광학 망원경은 보통 유리로 만들어진 렌즈나 거울을 조합하여 빛을 모으는데, 어떠한 도구를 이용하느냐에 따라 다음과 같은 세 종류로 나눌 수 있다.
- 굴절 망원경(refracting telescope) - 렌즈를 이용한 망원경
- 반사 망원경(reflecting telescope) - 거울을 이용한 망원경
- 반사-굴절 망원경 - 렌즈와 거울을 이용한 망원경

### 전파 망원경

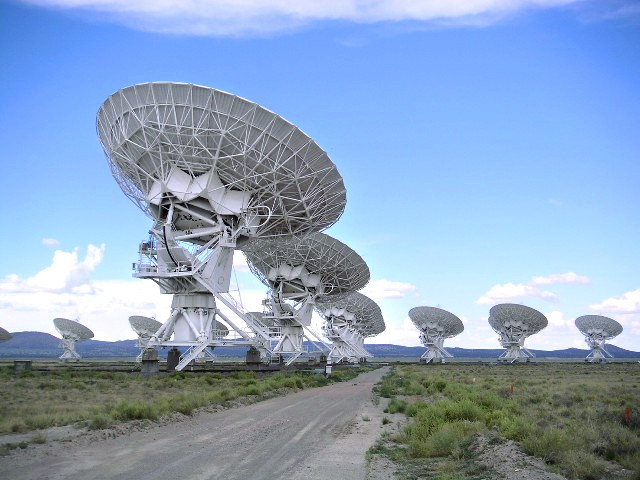
미국 뉴멕시코 주에 있는 Very Large Array 전파 간섭계

전파망원경은 일반적으로 전파를 수집하기 위해 커다란 접시형 지향성 안테나를 사용하는 장비이다. 광학 망원경과는 달리 긴 파장의 전파를 이용하므로, 같은 크기의 광학 망원경에 비해 분해능이 떨어지는 단점을 갖고 있다. 따라서 전파 망원경은 광학 망원경보다 훨씬 큰 구경의 포물면 형태를 갖는 파라볼라 안테나(그 모양 때문에 흔히 '접시'라고 불린다.)를 사용하는 것이다. 이 안테나는 때때로 관측하려는 파장보다 작은 구멍을 가진 전선 격자로 제작되기도 한다. 광학 망원경이 관측 대상 하늘의 일부분을 확대하여 이미지를 생성하는 반면, 전통적인 전파망원경의 접시 안테나는 각가 한 개의 수신기만을 포함하고 있어, 관측 지역에서 오는 시간에 따라 변화하는 신호를 기록한다. 이 신호는 다양한 주파수에서 샘플링될 수 있다. 일부 최신 전파망원경 설계에서는 하나의 접시에 여러 개의 수신기를 배열한 형태를 취하는데, 이를 ‘초점면 배열(focal-plane array)’이라고 한다.

평방킬로미터 간섭계의 위치를 나타낸 지도.

2025년 현재 가장 큰 전파 망원경은 중국의 FAST (Five hundred meter Aperture Spherical Telescope)라는 지름 500m의 전파 망원경이다. 하지만, 건축 구조상 망원경 크기를 늘리는 데에 한계가 있으므로 다수의 접시가 동시에 수신한 신호를 수집하고 상호 상관시킴으로써 고해상도의 이미지를 계산할 수 있다. 이러한 다중 접시 배열을 간섭계(inferometer)라고 하며, 이 기술은 ‘개구 합성(aperture synthesis)’으로 알려져 있다. 이러한 배열의 ‘가상 개구 크기’는 망원경들 사이의 거리만큼 커질 수 있다. 2005년 기준으로 가장 큰 배열 크기는 지구의 지름을 훨씬 초과하는데, 이는 일본의 HALCA위성과 같은 우주 기반 초장기선 간섭계를 활용한 결과이다. 개구 합성 기술은 현재 광학 망원경에도 적용되고 있다. 광학 간섭계(여러 개의 광학 망원경을 배열)와 단일 반사 망원경에서의 개구 차폐 간섭계가 이에 해당한다. 가장 유명한 망원경 배열(간섭계)은 미국에 있는 Very Large Array (VLA)이다.
전파망원경은 마이크로파 복사를 수집하는 데에도 사용되며, 이는 대기나 성간 가스 및 먼 지 구름을 통과할 수 있는 장점을 지닌다. 일부 전파망원경, 예컨대 앨런 망원경 간섭계는 외계 생명체 탐사를 위한 SETI 프로그램이나 아레시보 천문대와 같은 프로젝트에 활용되기도 한다.

### X-선 망원경

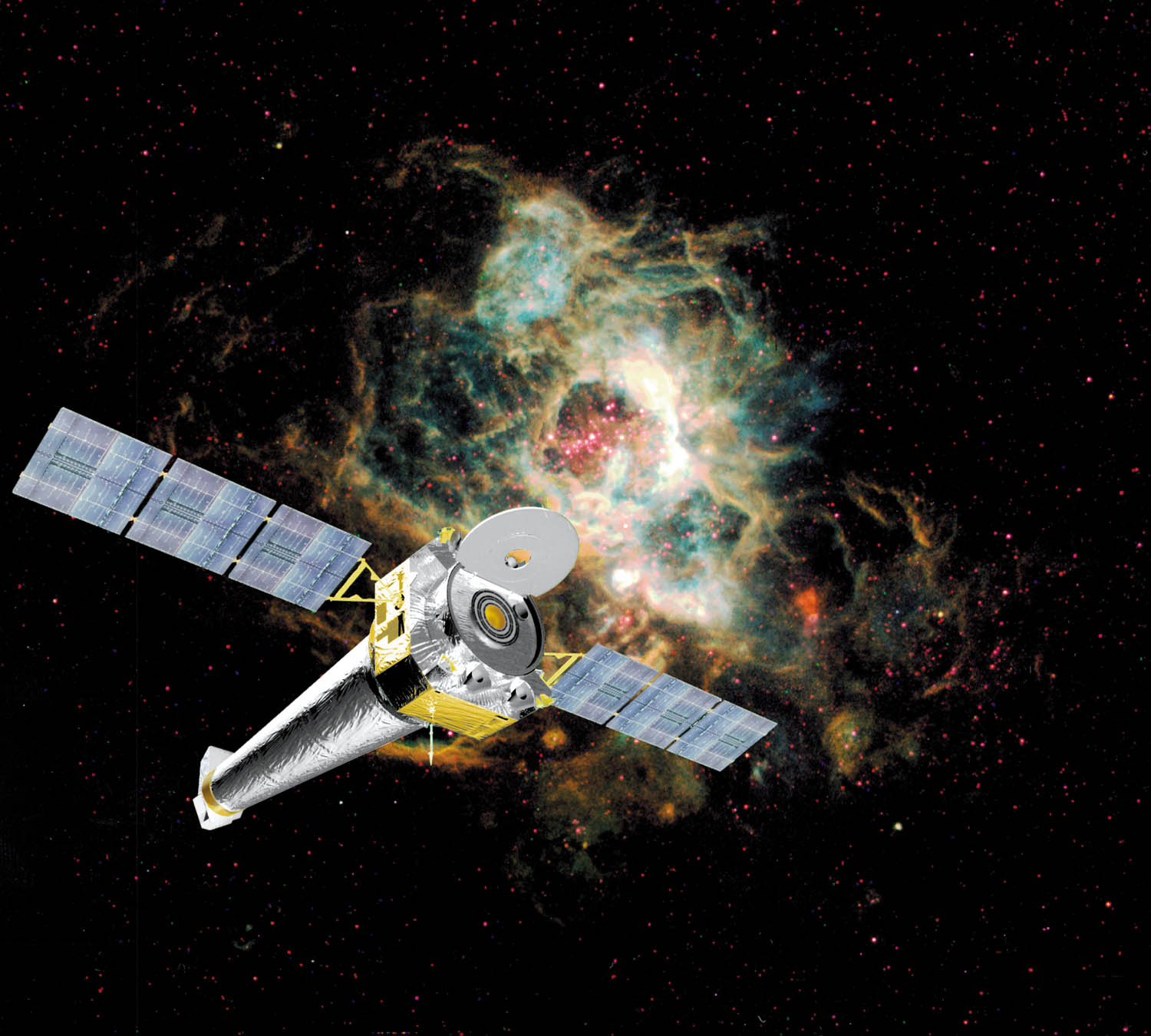
찬드라 X-선 망원경

X-선은 지구 대기에서 흡수되기 때문에 X-선 망원경은 로켓이나 위성을 이용해서 대기 밖에서 관측해야 한다. 또한 X-선은 거의 수직으로 입사할 경우 금속으로 만들어진 거울조차도 쉽게 통과해버리므로 X-선을 초점에 모으기 위해 볼터 망원경(Wolter telescope)이라는 특별한 디자인이 고안되었다. 이 볼터식 망원경은 거울을 X-선의 입사 방향에 거의 평행하게 배치하여, X-선이 거울에서 반사할 때마다 단지 몇 도(°)씩만 방향을 바꾸는 방법을 이용하는데, 이러한 거울을 겹겹이 고리 모양으로 배치하여 빛을 초점에 모아 X-선 이미지를 얻을 수 있다. 2012년 기준으로 작동 중인 X-선 망원경으로는 찬드라 X-선 망원경, XMM-뉴턴 망원경 등이 있다.

### 감마선 망원경
감마선은 파장이 너무 짧고 에너지가 크기 때문에 가시광이나 X-선처럼 유리 또는 금속 거울을 이용해서 초점으로 빛을 모으는 것이 불가능하다. 대신 감마선 망원경은 감마선이 특별히 선택된 물질들과 반응(콤프턴 산란)하면서 내는 전하를 띈 입자나 광학 섬광을 검출하는 방법을 이용한다. 지구 대기가 X선뿐 아니라 감마선에 대해서도 불투명하므로 감마선 망원경은 고고도 기구나 로켓, 위성 등에 의해 실려서 대기 밖에 위치해야 한다. X선과 감마선은 지구 대기에 의해 대부분 차단되므로, 이 영역을 관측하기 위한 망원경은 고고도 기구[1][2]나 지구 궤도의 인공위성에 탑재된다. 이러한 감마선 망원경으로는 콤프턴 감마선 천문대(Compton Gamma-Ray Observatory, 2000년 퇴역), 페르미 감마선 망원경(Fermi Gamma-ray Space Telescope)등이 있다.

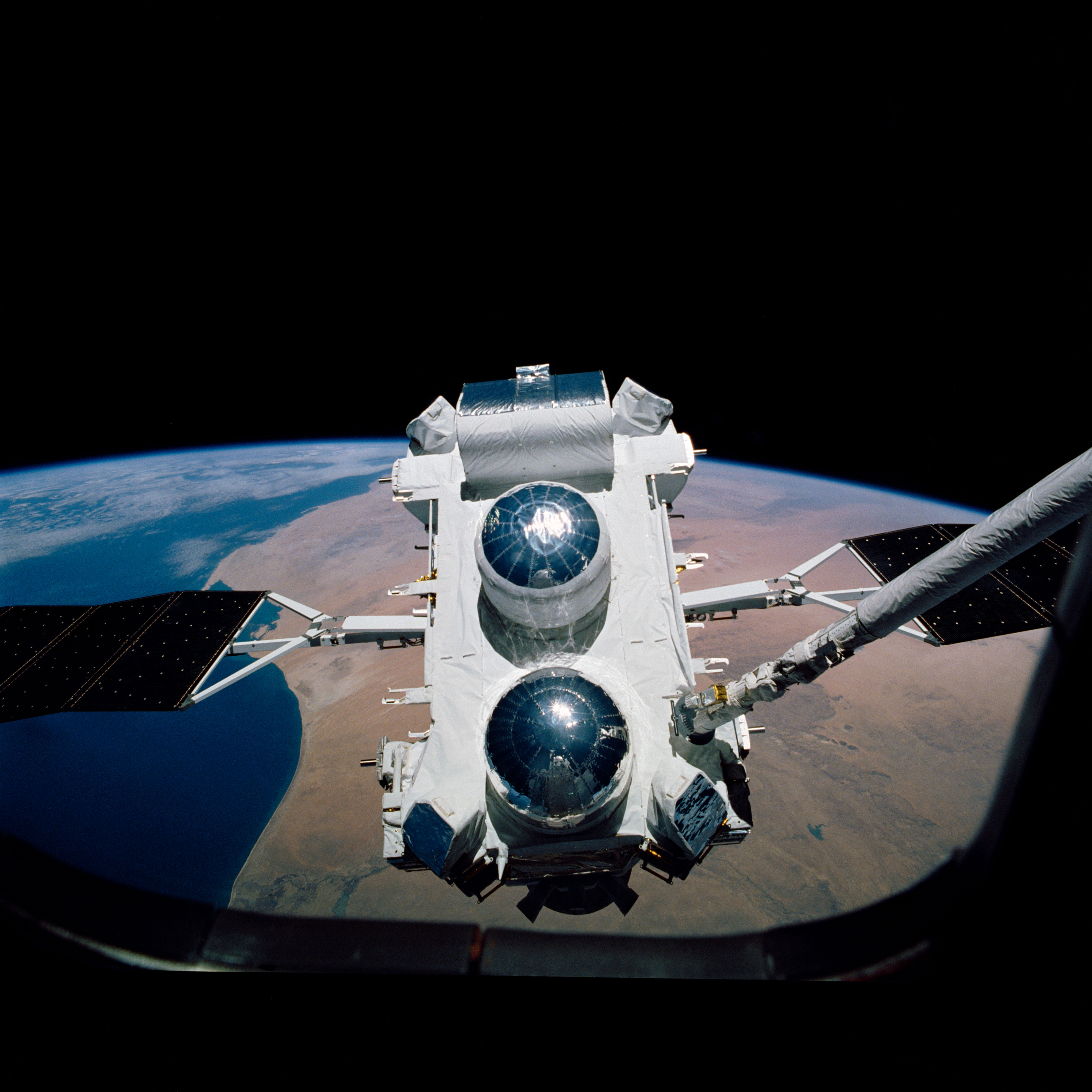
1991년 우주왕복선에 의해 궤도에 진입한 콤프턴 감마선 천문대는 고에너지 천문학의 발전을 이끈 대표적인 사례이다.

고에너지 X선 및 감마선 망원경은 일반적인 광학계와 달리 완전한 초점을 맞추기 어렵기 때문에, 코드화된 개구 마스크(coded aperture masks)를 사용한다. 이 마스크가 만들어내는 그림자의 패턴을 역으로 계산하여 이미지를 복원한다.
반면 아주 높은 에너지(>30 GeV)를 가진 초고에너지 감마선들은 지상에서 간접적인 방법으로 검출한다. 이 감마선은 대기에 들어오면서 공기의 원자/분자들과 연쇄 반응하면서 수많은 우주선들을 만들어내는데, 거의 빛의 속도로 움직이는 이 상대론적 입자들은 체렌코프 복사를 방출하게 되는데 이를 지상에서 검출하는 방식이다. 크게 다음의 두 가지 방식으로 검출한다.
- 대기 체렌코프 망원경(IACT, Imaging Atmospheric Cherenkov Telescopes): 고에너지 스테레오스코픽 시스템(H.E.S.S.),[26] VERITAS,[27][28]  그리고 차세대 감마선 망원경인 체렌코프 망원경배열(CTA, Cherenkov Telescope Array)이 이에 속한다.
- 물 체렌코프 검출기(WCD, Water Cherenkov Detectors): HAWC, LHAASO 등이 이 방식에 기반한 대표적인 감마선 탐지기이다.

2012년에는 감마선 망원경도 초점을 맞출 수 있는 가능성을 제시하는 논문이 게재되었다. 이는 광자 에너지가 700 keV 이상이 되면 굴절률이 다시 증가하기 시작한다는 사실에 기반한 것으로, 향후 감마선 망원경 기술의 발전에 중요한 전환점이 될 것으로 평가되었다.

### 기타 망원경
- 우주선(고에너지 입자) 망원경
- 중력파 검출기(Gravitational wave detector)
- 뉴트리노 검출기(Neutrino detector) - 뉴트리노는 거의 물질과 반응하지 않으므로, 뉴트리노 망원경은 커다란 용기에 많은 양의 물과 얼음을 채워 놓고 이들이 뉴트리노와 아주 낮은 확률로 반응할 때 나오는 미세한 빛을, 주변을 둘러싸고 있는 많은 수의 광전관(photomultiplier)으로 검출한다.

## 설치 방식
망원경을 설치하는 방식에는 적도의(赤道儀)와 자오선 고정식(子午線固定式)이 있다. 적도의는 지구의 자전축에 평행한 회전축(極軸이라 한다)과 이 축에 직각을 이루는 회전축을 가지며, 후자에 직각으로 망원경을 고정시킨다. 거의 대부분의 천체망원경은 이 방식인데, 극축을 천구의 일주(日周)운동에 맞추어 동쪽에서 서쪽으로 회전시킴으로써(時計裝置에 의함), 한 천체를 장시간 시야에 정지시킬 수가 있다. 이를 실현하는 데는 독일형·영국형·포크형·요크형과 기타가 있다.
고정 방식은 자오환(子午環)·자오의·천정의(天頂儀) 등 자오선 안에만 망원경을 돌릴 수 있는 것이며, 이것을 다시 변형시킨 것으로 사진천정통(寫眞天頂筒)·극(極) 망원경 등 완전히 천정·극으로 향해서 고정해 버린 것도 있다. 이 경우는 거꾸로 사진건판이 일주운동을 쫓아 움직이도록 되어 있다.
또 태양탑(太陽塔) 망원경 등과 같이 2장의 거울(실로스태트, coelostat라고 한다)에 의해서 빛을 항상 고정된 망원경으로 이끄는 방식도 있다.
이들 이외에 연직·수평의 두 회전축에 망원경을 고정시키는 경위의(經緯儀)라고 하는 방식이 측량용 지상망원경에는 많으나 천체 망원경에서 사용하는 일은 극히 드물다.

### 가대에 따른 분류
망원경의 가대는 지상 망원경을 지지해주는 기계적인 구조이다. 망원경의 가대들은 망원경의 무게를 지탱해주고 망원경이 별과 같은 천체를 정확하게 가리킬 수 있도록 하는 역할을 한다. 망원경의 가대는 역사적으로 발전을 거듭해 왔는데, 현재는 지구의 자전 속도에 맞춰, 별이 움직이는 것을 자동으로 추적할 수 있게 설계된다. 크게 다음과 같은 가대가 있다.
- 경위대식 망원경(Alt-azimuth mount)
- 적도의식 망원경(Equatorial mount)

## 설치 위치
지구 대기는 대부분의 전자기파에 불투명하기 때문에, 지상에서 관측할 수 있는 파장 대역은 가시광선-근적외선과 전파로 매우 제한되어 있다.  관측 가능한 주요 대역은 가시광선, 근적외선, 그리고 전파 영역의 일부에 국한된다. 이러한 이유로, X선이나 원적외선 영역을 관측하는 지상 망원경은 존재하지 않으며, 이들 대역은 궤도 상에서만 관측이 가능하다. 특정 파장이 지상에서 관측 가능하더라도, 구름, 천문 시상, 광공해와 같은 문제로 인해 우주에 망원경을 배치하는 것이 더 유리한 경우가 많다. 일례로, 가시광선 대역을 관측하는 허블 우주망원경은 훨씬 좋은 시상 또는 분해능을 얻기 위해 망원경을 우주 궤도에 올려 보내졌다.

파장에 따른 지구 대기의 불투명도(opacity)와 각 파장에서 사용되는 망원경들.

반면 우주망원경의 단점으로는 높은 비용, 제한된 크기, 유지보수의 어려움, 업그레이드의 제약 등이 있다.
미국 항공우주국(NASA)이 운영해온 주요 우주망원경으로는 가시광선, 자외선, 근적외선을 관측하는 허블 우주망원경, 적외선을 감지하는 스피처 우주망원경, 수천 개의 외계 행성을 발견한 케플러 우주망원경 등이 있다. 근래에는 2021년 12월 25일 프랑스령 기아나 쿠루에서 제임스 웹 우주망원경이 발사되었는데, 이 망원경은 적외선을 감지하는 데 특화되어 있다.

## 유명한 망원경들
- 허블 우주망원경 - 자외선, 가시광선, 근적외선에서 관측.
- 스피처우주망원경(Spitzer Space Telescope) - NASA의 적외선 우주망원경.
- 찬드라 X-선 우주망원경
- 켁 망원경 - 지상에서 가장 큰 광학 망원경.
- 아레시보 망원경 - 가장 큰 단일접시 전파망원경.
- 보현산 망원경 - 보현산 천문대에 설치된 1.8미터 반사 망원경. 한국에서 가장 큰 망원경.

## 망원경에 관한 목록
- 광학 망원경에 대한 목록 (영어)
- 가장 큰 반사 광학 망원경의 목록 (영어)
- 가장 큰 굴절 광학 망원경의 목록 (영어)
- 가장 큰 광학 망원경의 연표 (영어)
- 전파 망원경의 목록 (영어)
- 태양 망원경의 목록 (영어)
- 우주 망원경의 목록 (영어)
- 망원경 부품의 목록 (영어)
- 망원경 종류 목록 (영어)

- 분류:망원경
- 분류:중력파 망원경
- 분류:감마선 망원경
- 분류:X-선 망원경
- 분류:적외선 망원경
- 분류:광학 망원경
- 분류:서브밀리미터 망원경
- 분류:자외선 망원경
- 분류:전파 망원경

## 같이 보기
- 전자기파
- 천문대
- 쌍안경
- 아마추어 천체망원경 제작
- 초대형 망원경, 초거대 망원경
- 망원경 기술의 연표(영어판)
- 망원경, 천문대, 관측기술의 연표(영어판)

## 추가 참고 도서
- 천체 망원경 -《사용과 관측》, 도서출판 마당, 1986
- Louise Bell, 《The Telescope》, Dover, 1981